# Marco Antonio Andino
Marco Antonio Andino Flores (San Buenaventura, 25 de abril de 1955-Tegucigalpa, 9 de agosto de 2015) fue un político y abogado hondureño. Desde 1994 hasta su muerte, fue diputado en el Congreso Nacional de Honduras representando al Partido Liberal de Honduras (PLH) por el Departamento de Francisco Morazán.
Antes de ser diputado, Andino ocupó el cargo de regidor de la alcaldía de Distrito Central de 2002 a 2006. En el Congreso, ejerció el cargo de presidente del partido en el Congreso hasta ser sustituido en enero de 2015 por Gabriela Núñez. 
Andino murió a los 60 años de edad a causa de un paro cardiaco.